# Noriko Nakamura
Noriko Nakamura (Japans: 中村典子, Nakamura Noriko) (Kusatsu, 1965) is een Japans componiste en muziekpedagoog.

## Levensloop
Nakamura studeerde aan de Kyoto City University of Arts en behaalde haar Bachelor of Music. Vervolgens studeerde zij aan de Hochschule für Künste Bremen. Haar studies voltooide zij opnieuw aan haar Alma mater, de Kyoto City University of Arts. Tot haar docenten behoorden onder anderen Ryohei Hirose, Michio Kitazume (北爪 道夫), Shuichi Maeda en Wataru Tajima.  In 1991 was zij docente aan het International Women Composers Festival te Heidelberg. 
Zij is docente voor muziektheorie en analyse aan de Kyoto City University of Arts. Een van haar studenten is de pianiste Emiko Sato.
Als componist schrijft zij werken in verschillende genres.

## Composities

### Werken voor orkest
- 1993 La fonte di luce, voor dwarsfluit en orkest

### Werken voor harmonieorkest
- 1997 Inner Lake, voor harmonieorkest

### Muziektheater

#### Balletten
| Voltooid in | titel                                            | aktes | première                                                      | libretto | choreografie |
| ----------- | ------------------------------------------------ | ----- | ------------------------------------------------------------- | -------- | ------------ |
| 1994        | Transformation of Flowers (Sakura-Metamorphosis) |       | 24 maart 1994, Beijing Arts Festival 1200 Festival Kyoto Play |          | Ishii Zyun   |

#### Toneelmuziek
- 2008 Musical story "tears of silver dance"

### Vocale muziek

#### Werken voor koor
- 2002 Nanohana ya Tsuki wa Higashi ni Hi wa Nishi ni, voor gemengd koor a capella
- 2003-2004 Four Seasons Songs of Yosa Buson, voor gemengd koor - tekst: Buson Yosa, Shizen Tamori
- 2007 Kana no Michi, voor gemengd koor

#### Liederen
- 1989 Noli, voor vrouwenstem, piano en slagwerk
- 1995 Mana, voor coloratuursopraan en piano
- 1997 Haru, voor coloratuursopraan en piano
- 1998 Hana, voor coloratuursopraan en piano
- 2003 Five Winter Songs by Haiku of Yosa Buson, voor sopraan en piano - tekst: Buson Yosa
- 2007 Prayer for Peace, voor sopraan en piano
- 2008 Ode to Lake and Sky, voor zangstem en piano
- 2008 Riverside Lullaby, voor sopraan, strijkkwartet en piano

### Kamermuziek
- 1991 Kasanuhi, voor viool, altviool en cello
- 1992 Navi, voor dwarsfluit en slagwerk
- 1993 Sakura metamorphosis voor twee violen
- 2002 Mother Lake, suite voor fluitorkest 
  1. Forest plants
  2. Tweets shell out our instruction
  3. Oh sleep Catfish
  4. Trout in Tomurai
  5. Lightning
  6. The bottom Drying
  7. Lullaby
  8. Sail shaking
- 2002 Like a Water Ring, voor fluitorkest
- 2004 Kagami, voor hobo en 20-snaren koto
- 2007 Ode to Sky and Lake, voor fluitorkest (piccolo, sopraanfluit, fluitensemble, altfluitensemble, basfluitensemble, contrabasfluit)
- 2007 Hata, voor hobo en piano
- 2007 Riverside Lullaby, voor hobo, fagot en piano
- 2007 Schlaflied am Flussufer, voor yoshibue-ensemble
- 2008 Riverside Lullaby, voor hobo en 13-snaren koto
- 2008 Aubade de la pomme, voor viool en piano
- 2008 Alborada de la manzana, voor viool en piano
- 2008 Ganjin Way, voor trombone en marimba
- 2009 Bright Moon Music, voor altfluit en 17-snaren en 13-snaren koto

### Werken voor piano
- 1994 Aqua

### Werken voor harp
- 2001 Red Sparrows Story, voor harp

### Werken voor gitaar
- 2001 Riverside Lullaby, voor gitaar

### Werken voor slagwerk/percussie
- 1996-1997 Mure, voor drie marimba
  1. Conspiracy bacteria
  2. Sleep blue mold
  3. virus U
  4. Amebic March
  5. Our journey takes off spores
- 1997 Naga, voor marimba
- 1998 Kusa, voor vijf slagwerkers
- 1998-2000 Kata, voor marimba
- 2008 Die Blüte der Rentaro, voor 2 marimba
- 2008 Otsu Matsuribayashi, voor 2 slagwerkers

### Werken voor traditionele Japanse instrumenten
- 2000 Kurita, voor twee kotos
- 2001 Imose, voor shakuhachi en 20-snaren koto
- 2001 Kisaragi, 3 stukken voor shakuhachi solo
- 2008 Ode to Lake and Sky, voor yoshi-bue en 17-snaren koto
- 2008 Gin no Nami Odoru, voor spreker, viool, 17-snaren koto en slagwerk
- 2008 Spring Songs in Earth, voor viool, 17-snaren koto, slagwerk en piano
- 2008 川のほとりのこもりうた - Kawa no Hotori no Komoriuta, voor hobo, 17-snaren koto (of hobo, koto; of fluit-ensemble; of cello en piano; of gemengd koor; of sopraan, 17-snaren koto, viool, marimba en piano; of andere samenstellingen)
- 2008 Seigaiha, voor viool, 17-snaren koto en slagwerk
- 2008 Etenraku Fantasy, voor viool, 17-snaren koto, slagwerk en piano
- 2008 Kusa no Oto, voor cello en 17-snaren koto